# Chrysophyllum calophyllum
Chrysophyllum calophyllum là một loài thực vật có hoa trong họ Hồng xiêm. Loài này được Exell mô tả khoa học đầu tiên năm 1944.